# Limbach (Saxônia)
Limbach é um município da Alemanha, situado no distrito de Vogtlandkreis, no estado da Saxônia. Tem 14,21 km² de área, e sua população em 2019 foi estimada em 1.427 habitantes.